# Bell Bottom Country
Bell Bottom Country (englisch Schlaghosen-Country) ist das vierte Studioalbum der US-amerikanischen Country-Sängerin Lainey Wilson. Das Album erschien am 22. Oktober 2022 über BBR Music Group. Das Album wurde bei den Country Music Association Awards 2023 als Album des Jahres und bei den Grammy Awards 2024 in der Kategorie Best Country Album ausgezeichnet.

## Entstehung
Lainey Wilson war bei 15 der 16 Titeln des Albums Co-Autorin. Die einzige Ausnahme ist die Coverversion des Liedes What’s Up?, im Original von den 4 Non Blondes. Aufgenommen wurde Bell Bottom Country in den Neon Cross Studios in Nashville mit dem Produzenten Jay Joyce. Musikalisch wurde das Album als Mischung aus Country-Musik mit Elementen des 70er Rock, Funk und Soul beschrieben. Über den Albumtitel sagte Lainey Wilson, dass es „gerne Schlaghosen trägt“, aber es eher um die Dinge geht, „die einen einzigartig machen“.
Das Album wurde am 17. August 2022 angekündigt. Gleichzeitig erschien die erste Single Watermelon Moonshine. Ursprünglich umfasste das Album lediglich 14 Titel. Nachdem Lainey Wilson im November 2022 eine kleine Rolle in der Serie Yellowstone übernommen hatte, veröffentlichte sie die Lieder Smell Like Smoke und New Friends, die den digitalen Versionen des Albums hinzugefügt wurden. Für die Lieder Heart Like a Truck, Watermelon Moonshine und Grease wurden Musikvideos veröffentlicht.

## Titelliste
| 1. Smell Like Smoke – 2:48 2. Hillbilly Hippie – 3:31 3. Road Runner – 3:46 4. Watermelon Moonshine – 3:28 5. Grease – 3:07 6. Weak-End – 3:28 7. Me, You and Jesus – 3:41 8. Hold My Halo – 3:26 | 1. Heart Like a Truck – 3:19 2. Atta Girl – 3:26 3. This One’s Gonna Cost Me – 3:13 4. Those Boots (Deddy’s Song) – 2:50 5. Live Off – 3:35 6. Wildflowers and Wild Horses – 4:10 7. What’s Up? – 3:51 8. New Friends – 4:15 |

## Rezensionen
James Daykin vom Onlinemagazin Entertainment Focus schrieb, dass Lainey Wilson etwas geschaffen hat, das „sowohl einzigartig als auch persönlich ist“ und gleichzeitig „die Massen am Freitag Abend und Sonntag Morgen unterhalten wird“. Daykin bezeichnete das Album als „erwachsen, reif und nachdenklich“ für eine Künstlerin, die relativ gesehen „erst am Anfang ihrer Karriere steht“. Laut Nicole Piering vom Onlinemagazin Country Swag wäre „eine weitere Veröffentlichung, die beweist, dass die beste Country-Musik derzeit nicht im Radio zu finden ist“. Lainey Wilson hätte wie zuletzt Ashley McBryde oder Miranda Lambert ein „draufgängerisches, gefühlvolles und unverfrorenes Album“ veröffentlicht.

## Kommerzieller Erfolg

### Chartplatzierungen
| ChartsChartplatzierungen               | Höchstplatzierung | Wochen |
| -------------------------------------- | ----------------- | ------ |
| Vereinigte Staaten (Billboard)         | 51 (56 Wo.)       | 56     |
| Vereinigte Staaten (Billboard Country) | 9 (101 Wo.)       | 101    |

| ChartsJahrescharts (2023)              | Platzierung |
| -------------------------------------- | ----------- |
| Vereinigte Staaten (Billboard)         | 95          |
| Vereinigte Staaten (Billboard Country) | 19          |

### Auszeichnungen für Musikverkäufe
| Land/Region               | Auszeichnungen für Musikverkäufe (Land/Region, Auszeichnung, Verkäufe) | Verkäufe  |
| ------------------------- | ---------------------------------------------------------------------- | --------- |
| Kanada (MC)               | Gold                                                                   | 40.000    |
| Vereinigte Staaten (RIAA) | Platin                                                                 | 1.000.000 |
| Insgesamt                 | 1× Gold · 1× Platin ·                                                  | 1.040.000 |